# Avondland

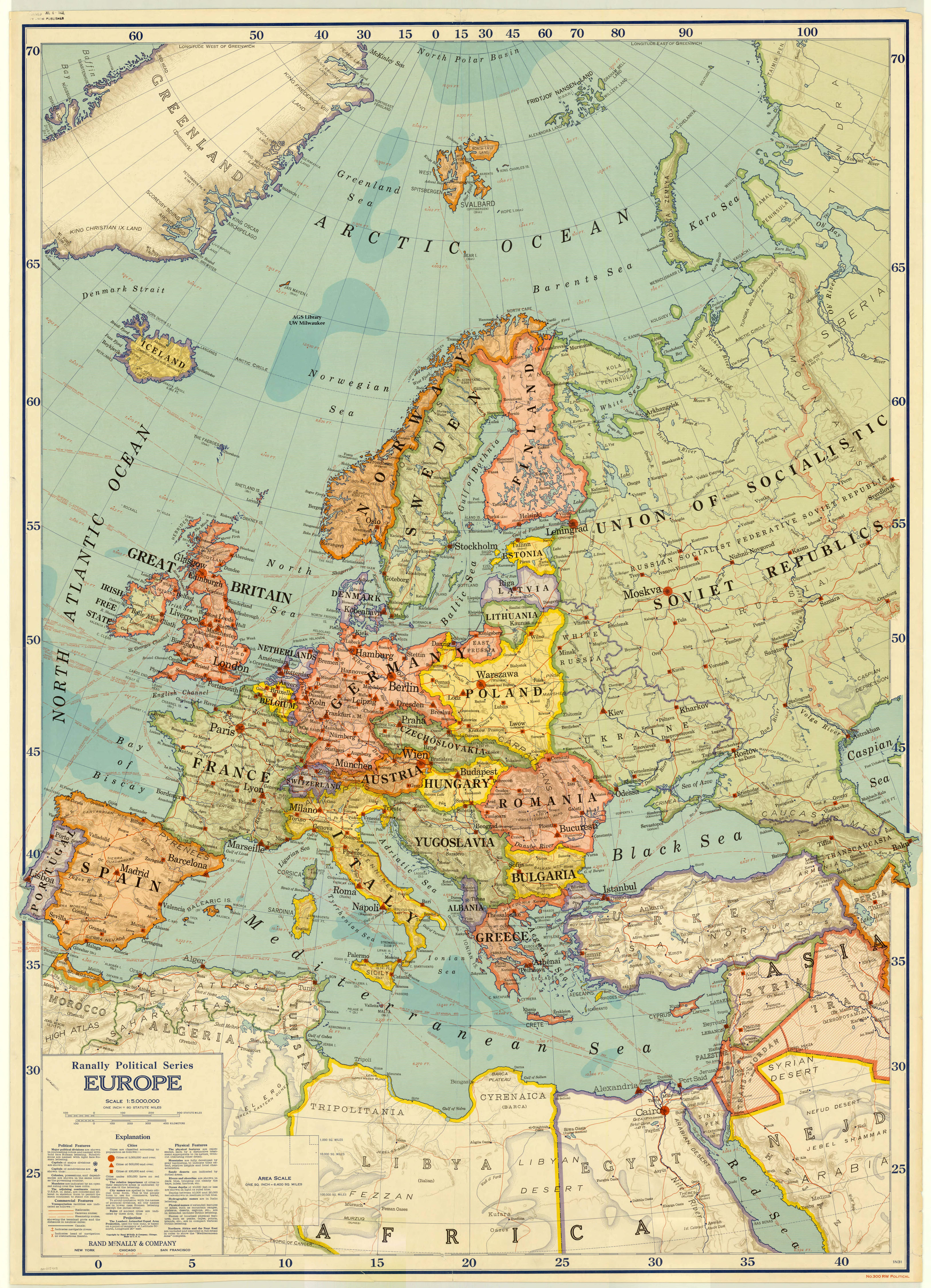
Kaart van Europa uit 1931

Het Avondland is een benaming voor het continent Europa. Het woord "Europa" is mogelijk afgeleid van het Fenicische ereb, dat "avond" betekent. Vandaar dat Europa ook wel het "Avondland" wordt genoemd. Vanuit Fenicië gezien gaat de zon namelijk boven Europa onder. Een andere mogelijke etymologie is een vertaling van de term "Occident" wat hetzelfde betekent, van het Latijnse "occidere" ("onder gaan", van de zon). Tegenover het Avondland staat het Morgenland (de "Oriënt"), oftewel Azië: het land van de opkomende zon. 
De Duitse schrijver Oswald Spengler maakte het begrip meer algemeen gebruikt via de titel van zijn cultuurpessimistische boek De Ondergang van het Avondland (1918-22) waarin gesteld wordt dat de Europese cultuur naar haar einde loopt.
In de Aeneïs van Vergilius wordt ook het Avondland genoemd, daar waar de mythische held Aeneas, ontvlucht uit Troje, een stad moet stichten.